# アダム・マシューズ
アダム・ジェームズ・マシューズ（Adam James Matthews、1992年1月13日- ）は、ウェールズ・スウォンジー出身のサッカー選手。キプロス・ファーストディビジョン・オモニア・ニコシア所属。ウェールズ代表。ポジションはディフェンダー。

## 経歴

### 初期
マシューズは、地元のスウォンジー・シティFCのユースチームのトライアルを受けたが腕を骨折した。怪我が治ったら戻ってくるように言われたが、その後、腕が治りチームに戻ろうとすると、現在ユースチームは定員と言われた。

### カーディフ・シティ
マシューズは、スウォンジー・シティのライバルのカーディフ・シティFCのトライアルに参加。40人もの選手が参加していたが、マシューズ1人だけが合格し、8歳の時にユースチームに入団した。その後、順調にステップアップしていき、2009年1月にプロ契約を結んだ。同年4月21日のチャールトン・アスレティックFC戦（結果2-2）で初めてトップチームのベンチ入りをした。
2009-10シーズンの8月15日ブラックプールFC戦、1-1と引き分けている中でポール・クインと交代出場、プロデビューを果たした。チームに負傷者が出たため、続くプリマス・アーガイルFC戦とブリトル・シティFC戦にスタメン出場、3-0, 3-1と共に勝利した。特にブロトル・シティ戦では、相手キャプテンのジェイミー・マッコムのオウンゴールを誘うプレーをした。次の2ヶ月の間に2試合欠場したが、好調さを維持してスタメンの座を確保した。2009年3月10日のワトフォードFC戦、相手GKのスコット・ローチの誤りもあったが、50ヤードものFKを決めた。自身の初ゴールを含む4-0で大勝した。2010年1月の移籍市場が開く前に、プレミアリーグの数クラブと交渉している、王者マンチェスター・ユナイテッドFCと契約を結んだという噂が流れた。しかし、チームの監督デイヴ・ジョーンズは、オファーはないと発表、噂を否定した。Championship Apprentice Award賞に選ばれた時、マシューズを練習生の頃から見ている、アカデミーのアシスタント監督Geraint Twoseは、""マシューズは、常にピッチ内外で立派な手本となっている""と評した。

### セルティック
2011年2月25日にセルティックFCは、7月1日の移籍市場が開く前に事前契約をマシューズと結んだと発表した。カーディフでチームメイトだったジョー・レドリーと再びチームを組んだ。アンドレアス・ヒンケルが以前付けていた背番号2を与えられた。8月7日のアバディーンFC戦でデビュー。1-0で勝利し、マシューズ自身も好プレーを見せた。その後のアトレティコ・マドリード戦、0-2で負けている中で交代出場し、ヨーロッパ戦デビューをした。9月29日のウディネーゼ・カルチョ戦（1-1の引き分け）は、当初右SBでスタメン出場していたが、左SBのレドリーが負傷のため交代すると、後半からは左SBに移りプレーした。シーズンを通して好調なプレーを維持するマシューズに対して、1月の移籍市場では、プレミアリーグのフラムFCとエヴァートンFCが興味を示していることが伝えられた。

### サンダーランド
2015年7月3日、サンダーランドAFCに移籍した。

### ブリストル・シティ
2016年3月7日、ブリストル・シティFCにレンタル移籍した。

### チャールトン
2019年9月5日、EFLチャンピオンシップのチャールトン・アスレティックFCにトライアルを経て1年契約で加入した。

### オモニア・ニコシア
2022年6月23日、オモニア・ニコシアに2年契約で移籍した。

### 代表
2008年8月28日のオーストリア戦（1-0の勝利）、U-17代表でデビュー。UEFA U-17欧州選手権2008二次予選では全3試合中2試合に出場した。9月15日のフェロー諸島に4-1で勝利した試合では、初めてキャプテンを務めた。UEFA U-17欧州選手権2009一次予選は、全試合でキャプテンを務めた。U-17として最後の試合となった、2009年3月28日のフィンランド戦は0-3で敗北した。
2008年7月のミルクカップに参加したU-19代表のメンバーでチリ（0-5敗北）とイスラエル（0-2敗北）戦で出場した。まだ、U-19代表だったがU-21代表のハンガリーとイタリア戦に飛び級で招集された。しかし、両試合ともベンチに座っただけで出場することはなかった。2009年11月9日のスコットランド代表戦では、17歳にしてA代表チームに招集された。試合には出場出来なかったが、ベンチ入りした。この試合の4日後のボスニア・ヘルツェゴビナ戦でU-21代表としてデビュー。チームは1-2で敗北。マシューズは怪我で退くまで45分プレーした。
2011年5月25日のネイションズカップ・スコットランド代表戦、61分にニール・アードレイと交代で出場。A代表デビューを果たした。
2011年12月22日に、ロンドンオリンピックのグレートブリテン代表に、セルティックのチームメイトでスコットランド代表のスコット・ブラウンとジェームズ・フォレストと共に招かれたことが明らかになった。しかし、スコットランドと北アイルランドが拒絶したためブラウンとフォレストは当然選ばれず、マシューズも落選した。

## エピソード
子供の頃、サッカーを始める前は、ラグビーユニオンのオスプリーズに所属していて、優秀なラグビー選手だった。いとこのリアムとサムは、カーディフ・シティFCのアカデミーに所属している。

## タイトル
クラブ
セルティックFC
- スコティッシュ・プレミアリーグ 2011-12, 2012-13, 2013-14, 2014-15
- スコティッシュ・カップ 2012-13
- スコティッシュ・リーグ・カップ 2014-15